# Aeroporto Internazionale di Palanga
L'Aeroporto Internazionale di Palanga è un aeroporto situato nei pressi della città di Palanga, in Lituania. È il più grande aeroporto nella parte occidentale della Lituania, lontano 32 km da Klaipėda, 17 km dal centro della città Kretinga, 7 km dal centro di Palanga. L'infrastruttura aeroportuale è adatta a servire piccole e medie classe di aeromobili. 

## Statistiche passeggeri serviti
| Anno | Passeggeri serviti | Cambia  |
| ---- | ------------------ | ------- |
| 2001 | 45.660             |         |
| 2002 | 45.971             | +0,7 %  |
| 2003 | 46.666             | +1,5 %  |
| 2004 | 76.020             | +62,9 % |
| 2005 | 94.000             | +23,7 % |
| 2006 | 110.828            | +17,9 % |
| 2007 | 93.379             | -15,7 % |
| 2008 | 101.586            | +8,8 %  |
| 2009 | 104.602            | +3,0 %  |
| 2010 | 102.528            | -2,0 %  |
| 2011 | 111.133            | +8,4 %  |
| 2012 | 128.169            | +15,3 % |